# КСВК
КСВК — российская крупнокалиберная снайперская винтовка, созданная коллективом конструкторов завода имени В. А. Дегтярёва в Коврове на базе винтовки СВН-98.

## Описание
Винтовка предназначена для поражения небронированной и легкобронированной техники и оборудования противника на расстоянии до 1000 метров, а также живой силы противника на расстоянии до 1500 метров.
Винтовка КСВК представляет собой несамозарядное магазинное крупнокалиберное оружие, скомпонованное по схеме булл-пап. Запирание ствола осуществляется продольно скользящим поворотным затвором, питание — из отъёмного коробчатого магазина на 5 патронов. Винтовка оснащена стандартной боковой планкой для крепления прицелов и может оснащаться различными дневными и ночными прицелами. Кроме того, винтовка имеет открытые прицельные приспособления в качестве резерва. Складные сошки расположены под стволом на специальном кронштейне, на стволе расположен мощный дульный тормоз-компенсатор, приклад оснащен деревянной накладкой под щеку и резиновым затыльником-амортизатором.

## Варианты и модификации
- СВН-98 (снайперская винтовка Негруленко) — опытный вариант[2], разработан в середине 1990-х годов коллективом конструкторов СКБ завода им. В. А. Дегтярева (Е. В. Журавлёв, М. Ю. Кучин, В. И. Негруленко и Ю. Н. Овчинников)[3][4]
- КСВК (ковровская снайперская винтовка крупнокалиберная)[3]
- АСВК (армейская снайперская винтовка крупнокалиберная; индекс ГРАУ — 6В7)

## Страны-эксплуатанты
- Россия